# Chris Cooper
Pour les articles homonymes, voir Cooper.
Christopher W. Cooper, dit Chris Cooper, est un acteur américain, né le 9 juillet 1951 à Kansas City (Missouri).
Il a remporté un Oscar et un Golden Globe pour son rôle dans le film Adaptation.

## Biographie

### Jeunesse & famille

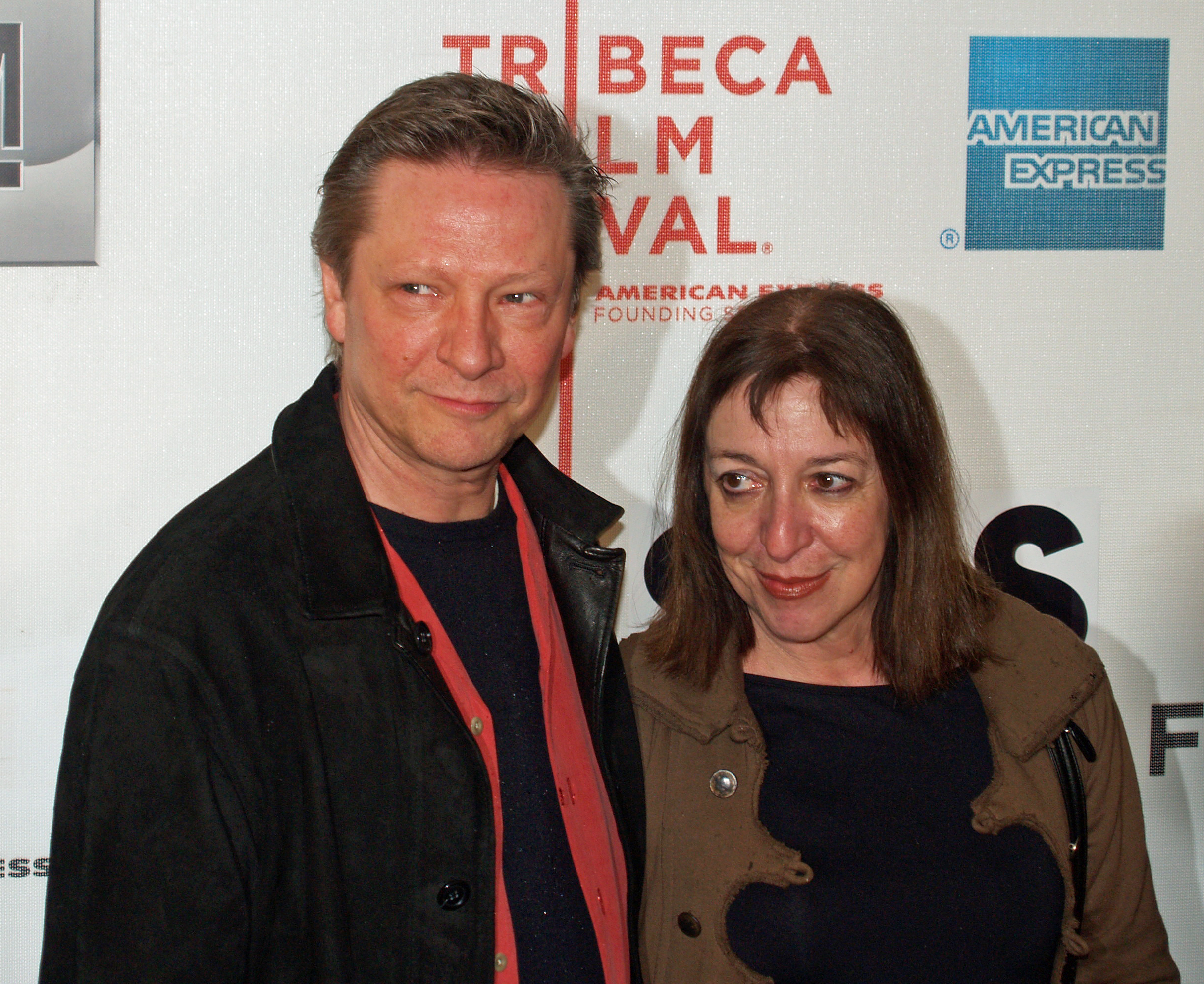
Chris Cooper, avec son épouse Marianne Leone Cooper.

Christopher W. Cooper naît à Kansas City (Missouri), de Charles Cooper, docteur et éleveur, et de Mary Ann Cooper. Il étudie à l'université du Missouri où il obtient deux diplômes : l'un en agriculture, l'autre en théâtre. Après ses études, Cooper déménage à New York pour y entamer sa carrière.

### Carrière
Ses premières apparitions remarquées le sont dans Matewan, de John Sayles en 1987 et dans la mini-série Lonesome Dove en 1989.
Il remporte l'Oscar du meilleur acteur dans un second rôle ainsi qu'un Golden Globe pour le rôle de John Laroche dans Adaptation en 2003.

### Vie privée
Il réside à Kingston (Massachusetts) avec sa femme Marianne Leone Cooper (en).

## Filmographie sélective

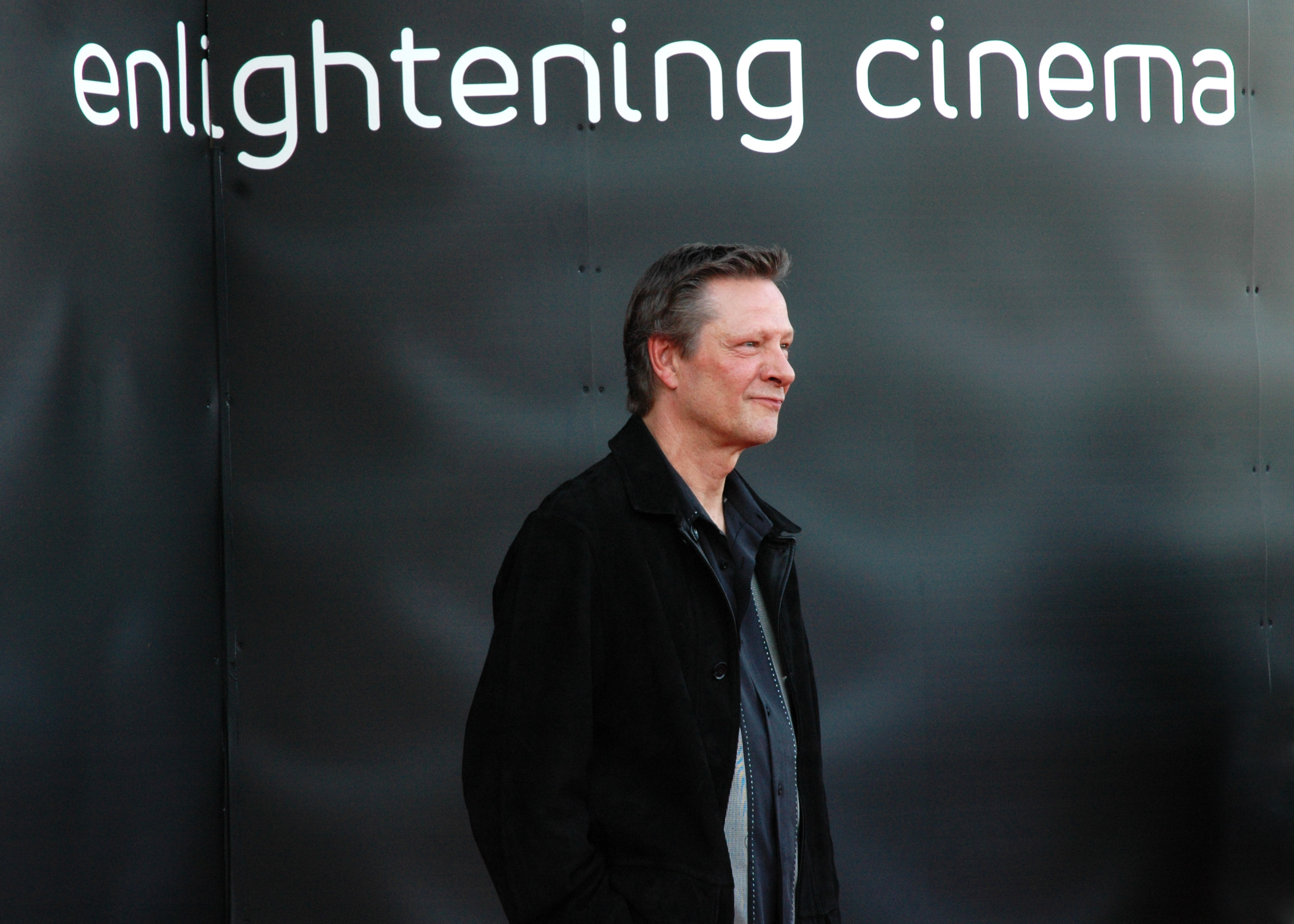
Chris Cooper en 2007.

- 1987 : Matewan de John Sayles : Joe Kenehan
- 1991 : La Liste noire d'Irwin Winkler : Larry Nolan
- 1991 : City of Hope de John Sayles : Riggs
- 1991 : Thousand Pieces of Gold de Nancy Kelly : Charlie
- 1993 : Blessures secrètes de Michael Caton-Jones : Roy Hansen
- 1995 : La Dernière Cavalerie (Pharaoh’s army) de Robby Henson : capitaine John Hull Abston
- 1995 : Money Train de Joseph Ruben : Torch
- 1996 : Le Dortoir des garçons (Boys) de Stacy Cochran (en) : M. John Baker
- 1996 : Lone Star de John Sayles : Sam Deeds
- 1996 : Le Droit de tuer ? de Joel Schumacher : Dwayne Powell Looney
- 1997 : Breast Men de Lawrence O'Neil : Dr. William Larson
- 1998 : De grandes espérances d’Alfonso Cuarón : Joe
- 1998 : L'Homme qui murmurait à l'oreille des chevaux de Robert Redford : Frank Booker
- 1999 : Ciel d'octobre de Joe Johnston : John Hickam
- 1999 : American Beauty de Sam Mendes : colonel Frank Fitts
- 2000 : The Patriot : Le Chemin de la liberté de Roland Emmerich : colonel Harry Burwell
- 2000 : Fous d'Irène de Peter et Bobby Farrelly : lieutenant Gerke, police de Massena
- 2002 : La Mémoire dans la peau (The Bourne Identity) de Doug Liman : Alexander Conklin
- 2002 : Adaptation de Spike Jonze : John Laroche
- 2002 : Interstate 60 de Bob Gale : Bob Cody
- 2003 : My House in Umbria : Thomas « Tom » Riversmith
- 2003 : Pur Sang, la légende de Seabiscuit de Gary Ross : Tom Smith
- 2004 : Silver City de John Sayles : Dickie Pilager
- 2005 : Jarhead : La Fin de l'innocence de Sam Mendes : lieutenant-colonel Kazinski
- 2005 : Truman Capote de Bennett Miller : Alvin Dewey
- 2005 : Syriana de Stephen Gaghan : Jimmy Pope
- 2007 : Married Life d'Ira Sachs : Harry Allen
- 2007 : Agent double (Breach) de Billy Ray : Robert Hanssen
- 2007 : Le Royaume de Peter Berg : agent spécial Grant Sykes
- 2008 : New York, I Love You de Mira Nair : Alex Simmons
- 2008 : Extreme Movie d'Adam Jay Epstein et Andrew Jacobson
- 2009 : Max et les Maximonstres de Spike Jonze : Douglas
- 2010 : Remember Me d'Allen Coulter : Neil Craig
- 2010 : Amigo de John Sayles : colonel Hardacre
- 2010 : The Town de Ben Affleck : Sam MacRay
- 2010 : La Tempête (The Tempest) de Julie Taymor : Antonio
- 2011 : The Company Men de John Wells : Phil Woodward
- 2011 : Les Muppets, le retour de James Bobin : Tex Richman
- 2013 : Sous surveillance (The Company You Keep) de Robert Redford : Daniel Sloan
- 2013 : Un été à Osage County (August: Osage County) de John Wells : Charles Aiken
- 2014 : The Amazing Spider-Man : Le Destin d'un héros (The Amazing Spider-Man 2) de Marc Webb : Norman Osborn
- 2015 : Demolition de Jean-Marc Vallée : Phil
- 2016 : 22.11.63 (11.22.63) (mini-série TV) : Al Templeton
- 2017 : Live by Night de Ben Affleck : Irving Figgis
- 2019 : L'Extraordinaire Mr. Rogers (A Beautiful Day in the Neighborhood) de Marielle Heller : Jerry Vogel
- 2019 : Les Filles du docteur March (Little Women) de Greta Gerwig : Mr. Laurence
- 2020 : Irresistible de Jon Stewart : Jack Hastings
- 2023 : L'Étrangleur de Boston (Boston Strangler) de Matt Ruskin
- 2025 : Everything's Going to Be Great de Jon S. Baird : Walter

## Distinctions
- Oscars 2003 : Meilleur acteur dans un second rôle pour Adaptation.
- Golden Globes 2003 : Meilleur acteur dans un second rôle pour Adaptation.

## Anecdote
- Chris Cooper a interprété le rôle du frère de Robert Redford dans deux films réalisés par ce dernier : L'Homme qui murmurait à l'oreille des chevaux (1998) et Sous surveillance (2013).

## Voix francophones
Avant la fin des années 1990, Chris Cooper est notamment doublé en version française à trois reprises par Marc Alfos dans  Le Dortoir des garçons, L'Homme qui murmurait à l'oreille des chevaux et Ciel d'octobre, ainsi qu'à titre exceptionnel par Thierry Ragueneau dans Lonesome Dove ,Richard Darbois dans La Liste noire, Thierry Mercier dans Money Train, Stefan Godin dans New York, police judiciaire, Patrice Baudrier dans Lone Star, Philippe Peythieu dans Le Droit de tuer ? et Dominique Collignon-Maurin dans De grandes espérances.
À partir du film American Beauty sorti en 1999, Patrick Floersheim, devient sa voix régulière jusqu'en 2012. Il le double dans les films Jason Bourne, Jarhead : La Fin de l'innocence, Le Royaume, Remember Me, The Company Men et The Amazing Spider-Man : Le Destin d'un Héros. En parallèle, Bernard Alane, le double à deux reprises dans The Patriot et Married Life, de même que Mathieu Buscatto dans Max et les Maximonstres et The Town. Il est également doublé par Michel Vigné dans Fous d'Irène, Bernard Métraux dans Adaptation, Michel Fortin dans Pur Sang, la légende de Seabiscuit, Thierry Redler dans Syriana, François Dunoyer dans Truman Capote, Gérard Darier dans New York, I Love You et Hervé Furic dans La Tempête.
Par la suite, il est notamment doublé à deux reprises par  François-Éric Gendron dans Demolition et Live by Night, par Frédéric van den Driessche dans Sous surveillance, Didier Flamand dans Un été à Osage County ou encore par François Siener dans L'Extraordinaire Mr. Rogers. Hervé Furic le retrouve dans 22.11.63, de même que  François Dunoyer dans Les Filles du docteur March et Homecoming.